# Classe P (chalutier militaire)
Pour les articles homonymes, voir Classe P.
La classe P (ou Portuguese-class naval trawler en anglais)  est une classe de chalutiers armés  construite au Portugal pendant la Seconde Guerre mondiale.

## Histoire
Les navires ont été conçus pour être utilisés comme navire lutte anti-sous-marine et dragueur de mines.
Ils ont été construits dans plusieurs chantiers navals portugais, et offerts à la Royal Navy. pour aider à l'effort de guerre britannique. Cette aide a soulevé des protestations de la part de l'Allemagne nazie, puisque officiellement, le Portugal était un pays neutre. 
Après la guerre, les navires ont été vendus, la plupart d'entre eux sont devenus des bateaux de pêche ou marchands, dont certains sous pavillon Portugais.  
L'ancien HMT Product a été transféré à la Marine royale hellénique .

## Les unités
- HMS Prong (T 190), ex-Port Stanley
- HMS Proof (T 191), ex-Port Royal
- HMS Property (T 192), ex-Portrush
- HMS Prophet (T 194), ex-Portobello
- HMS Protest (T 195), ex-Port Patrick
- HMS Prowess (T 196), ex-Portreach
- HMS Probe (T 186), ex-Portaferry
- HMS Proctor (T 185), ex-Portadown
- HMS Prodigal (T 187), ex-Porthleven
- HMS Product (T 188), ex-Portjackson : 1943 (transfert Grèce : Hermes)
- HMS Professor (T 189), ex-Portmadoc
- HMS Promise (T 193), ex-Port Natal